# ダウラギリ
ダウラギリ（Dhaulagiri, ネパール語: धौलागिरी）は、ネパール北部のヒマラヤ山脈のダウラギリ山系にある山。標高は8167 mで世界第7位。ダウラギリはサンスクリット語で「白い山」という意味である。

## 概要
ダウラギリは、1808年に初めてヨーロッパの人々に知られるようになり、カンチェンジュンガの存在が知られるまでの約30年間、世界一高い山と考えられていた。

## 登山
初登頂は、1960年にクルト・ディムベルガーらスイス・オーストリアの登山隊によって成し遂げられた。これは、飛行機を利用した初のヒマラヤ登山でもある。飛行機は5200 mのタパ峠と北東コル5877 m地点に着陸し、当時の着陸高度記録を作った。この際に使用した飛行機（ピラタス PC-6）は、山に近づく際に破損したため山の中に捨てられた。
チョンバルダン氷河上にベースキャンプを構え北東稜から登るルートが最も一般的なルートとなっているが、前進キャンプの設営や荷揚げ、高度順応の為に雪崩の多発地帯である北壁基部を何度も往復する必要があるため、登攀の難易度に反して遭難事故が発生しやすい。
南壁は屈指の難ルートとして知られ、ラインホルト・メスナーやトマジ・フマルが挑んだものの、いずれも登頂に至らず撤退している。

### 登頂史

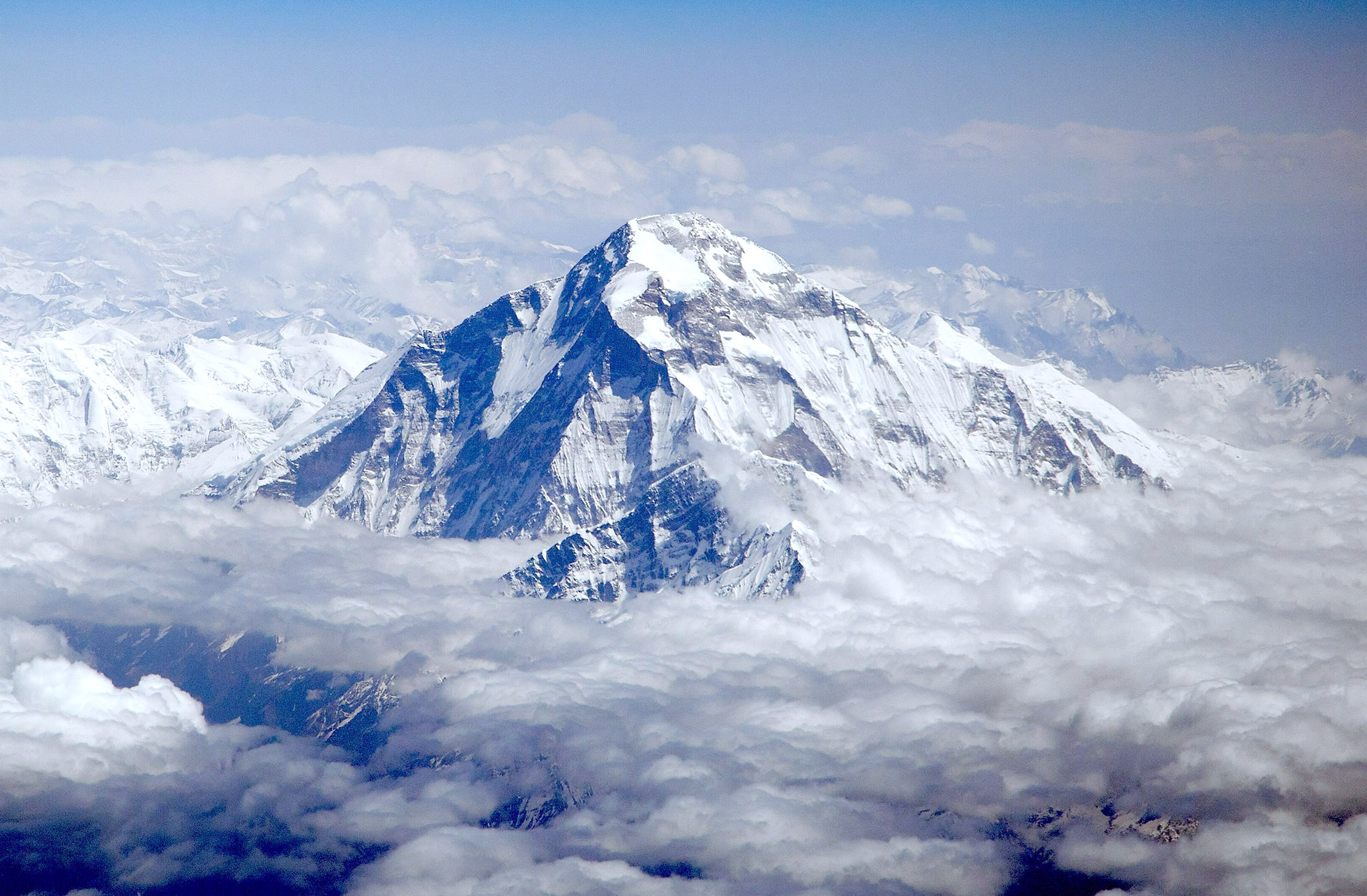
南西側からの空撮写真

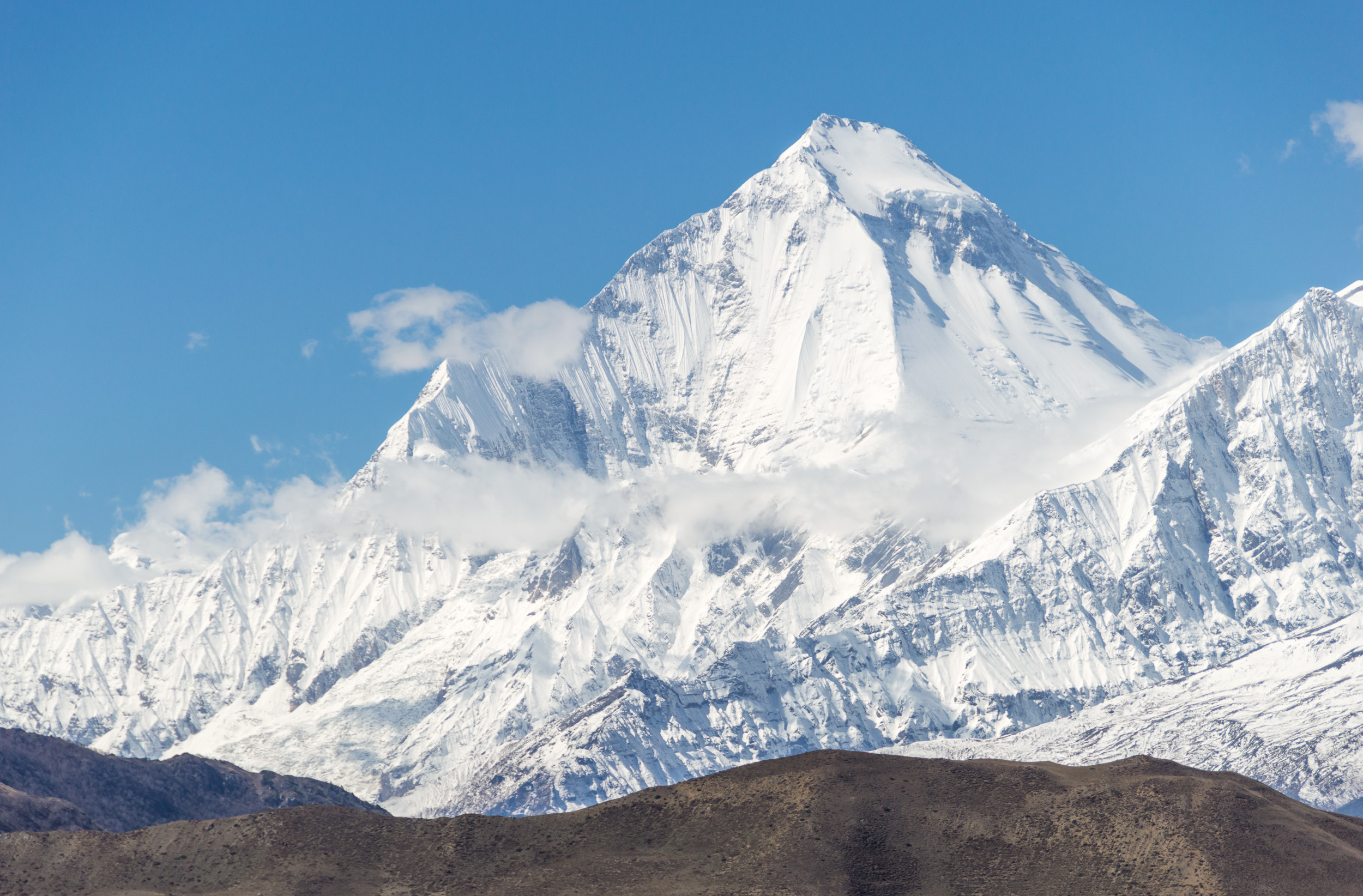
北東側から見たダウラギリ

- 1950年、フランス隊が東側と北側を偵察するが容易なルートを見出せなかったため撤退。フランス隊は近くのアンナプルナに転進して8000メートル峰初登頂を果たした。
- 1953年から1958年にかけて、5つの遠征隊が北壁「梨ルート」から挑むが、いずれも敗退。1954年のアルゼンチン隊は7000 m地点の岩場をダイナマイトで爆破してキャンプ地を作る荒業に出ている[1]。
- 1959年、オーストリア隊が北東稜から登頂を目指すが断念。
- 1960年5月13日 - スイス・オーストリア隊のクルト・ディムベルガーらが北東稜から初登頂。無酸素。
- 1970年10月20日 - 川田哲二、ラクパ・テンジン（同志社大学山岳会）が登頂。
- 1978年春 - 重野太肚二（たつじ）、小林利明、吉野寛ら日本隊（隊長：雨宮節）が南稜ルートからの初登頂。
- 1978年秋 - 山田昇らが南東稜ルートからの初登頂。隊員4人が遭難死した。
- 1981年6月2日 - 禿博信がシェルパレス・ワンプッシュで登頂。
- 1982年秋 - カモシカ同人隊が北壁「梨ルート」初登攀。
  - 12月13日- 小泉章夫とニマ・オンチューが登頂（北海道大学遠征隊）。当時のネパール政府が定めたヒマラヤ冬期期間における初の8000メートル峰登頂[注釈 1]。
- 1985年1月21日 - イェジ・ククチカとアンジェイ・チョクが冬季初登頂[3]。

#### 南壁の登攀記録

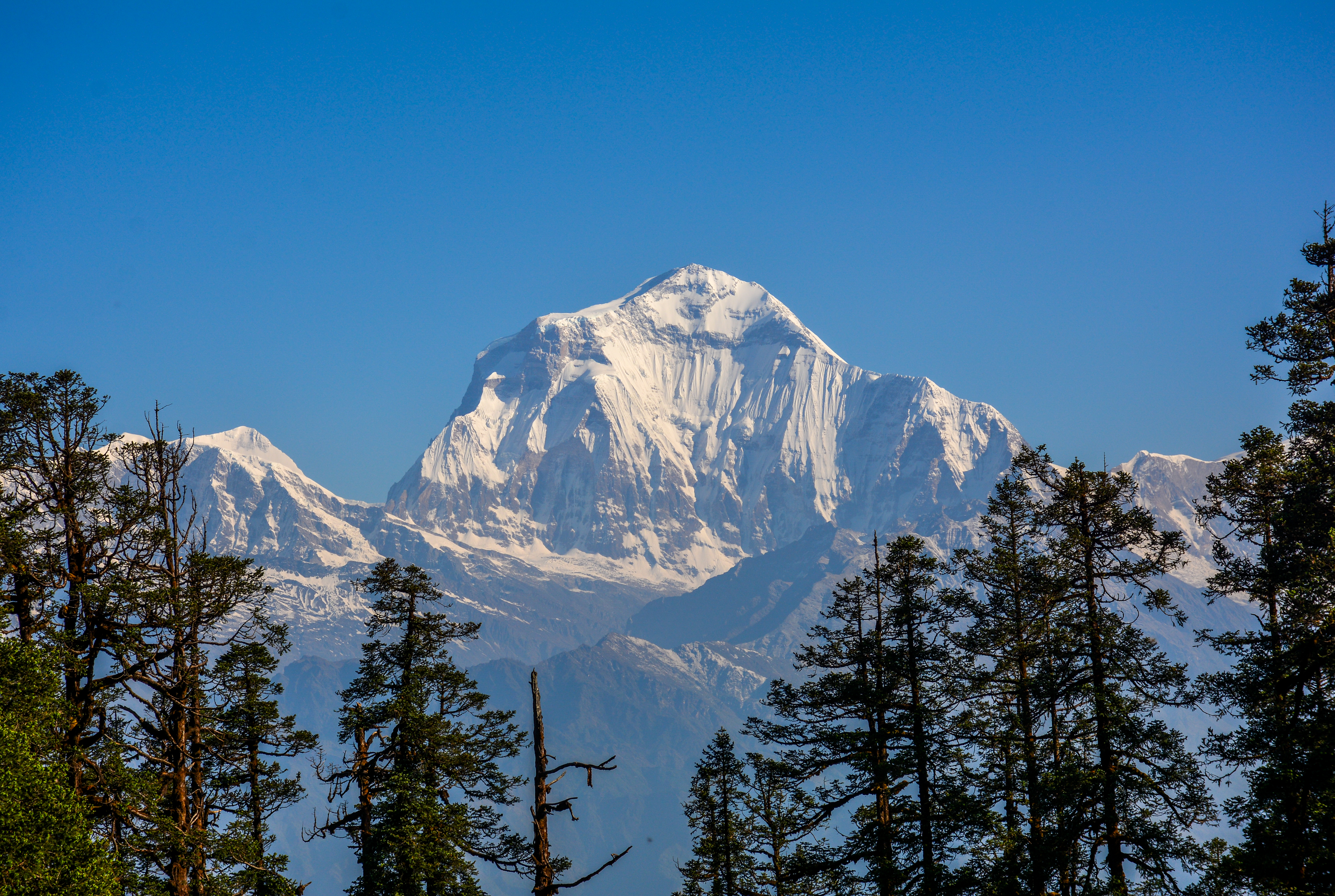
ダウラギリ南壁

- 1977年春 - ラインホルト・メスナー、ペーター・ハーベラーが6300 mまで。
- 1981年秋 - ユーゴスラビア隊3人が南壁右側をアルパインスタイルで登り、6日かけて7300 m地点まで登攀、南東稜に合流した。さらに4日かけて南東稜沿いに7950 mまで登るが、天候が悪化したうえストーブが故障。登頂を断念し、装備を残したままノーマルルートを下降した。麓の村までテントなしでさらに5日かかった。最後の6日間は食料が尽きていた[4]。
- 1986年秋 - ポーランド隊が西側を登り、7500 m付近で南西稜に抜けたが、悪天候と物資の不足により登頂せずに下山した。
- 1999年秋 - トマジ・フマルが南壁中央をアルパインスタイルで単独登攀。7200 mまで登り、ロックバンドを回避して右側にトラバース、7300 m地点で南東稜と合流した。そのまま8000 mまで登るが消耗が激しく、登頂せずにノーマルルートを下降した。

### 遭難史
- 1969年 - アメリカ隊が南東稜基部で雪崩に襲われ、7人が死亡。
- 1975年 - サウスピラー（南稜）を登攀中の日本隊を雪崩が直撃し5人が死亡。
- 1998年5月16日 - フランスの登山家シャンタル・モーデュイが雪崩に巻き込まれて死亡。
- 1999年10月24日 - イギリスの登山家ジネット・ハリソン（Ginette Harrison）が雪崩に巻き込まれて死亡。
- 2010年9月28日 - 日本人登山隊が雪崩に巻き込まれる。日本人1人死亡、日本人2名、シェルパ1人が行方不明[5]。
- 2013年5月23日 - 日本人登山家・河野千鶴子が体調不良のため頂上の手前120 mで引き返したが、標高7700 mで死亡[6]。